# Speed Racer (jogo eletrônico de 2008)
Speed Racer é um jogo de video game estilo corrida desenvolvido pela Sidhe Interactive e publicado pela Warner Bros. Interactive Entertainment, WB Games, para o Nintendo DS, PlayStation 2 e Nintendo Wii. O jogo foi lançado em conjunto com a adaptação Speed Racer do cinema. As versões do jogo para o Nintendo DS e Wii foram lançadas em 6 de maio de 2008. A versão do PlayStation 2 foi lançada em 1 de outubro de 2008, junto ao lançamento do DVD. O jogo foi lançado oficialmente no Brasil, e disponha como opção a legenda em português brasileiro, além de uma piloto brasileira (Mariana Zanja), com o carro caracterizado com patrocínio da Petrobras.

## Pilotos
- Trixie

Aliado: Speed Racer
Rival: Esther 'Rev' Reddy
- Speed Racer

Aliado: Trixie
Rival: Jack 'Cannonball' Taylor
- Racer X

Aliado: Gray Ghost
Rival: Taejo Togokahn
- Jack 'Cannonball' Taylor

Aliado: Nitro Venderhoss
Rival: Speed Racer
- Rosey Blaze

Aliado: Kellie 'Gearbox' Kalinkov
Rival: Gothorm
- Snake Oiler

Aliado: Pitter Pat
Rival: Gray Ghost
- Gray Ghost

Aliado: Racer X
Rival: Snake Oiler
- Taejo Togokahn

Aliado: Prince Kabala
Rival: Racer X
- Sonic 'Boom Boom' Renaldi

Aliado: Booster Mbube
Rival: Mariana Zanja
- Prince Kabala

Aliado: Taejo Togokahn
Rival: Coronel Colon
- Kellie 'Gearbox' Kalinkov

Aliado: Rosey Blaze
Rival: Booster Mbube
- Nitro Venderhoss

Aliado: Jack 'Cannonball' Taylor
Rival: Denise Mobile
- Booster Mbube

Aliado: Sonic "Boom Boom' Renaldi
Rival: Kellie 'Gearbox' Kalinkov
- Pitter Pat

Aliado: Snake Oiler
Rival: Delila
- Gothorm Danneskjold

Aliado: Esther 'Rev' Reddy
Rival: Rosey Blaze
- Delila

Aliado: Coronel Colon
Rival: Pitter Pat
- Coronel Colon

Aliado
Rival
- Mariana Zanja

Aliado:
Rival: 
- Denise Mobile

Aliado:
Rival:
- Esther 'Rev' Reddy
- Scooter Dickey

- Kakkoi Teppodama
- Sam 'Lightning' Storm
- Sweet tooth Jangala
- Chim Chin